# The Sims 2: Open for Business
The Sims 2: Open for Business је трећи додатак за игру The Sims 2 који је објављен 3. марта 2006. године, две године након објављивања саме игре. Верзија додатка за Мекинтош оперативне системе објављена је 4. септембра 2006. године. Овај додатак омогућује Симовима да покрену бизнис и тако се обогате.

## Новости
додаје могућност Симсу да покрене бизнис и тако се обогати, могуће је покренути у кући или на плацу. Неколико нових новости се издвајају као што су: "Беџ за таленат", "Перк систем" и др. Као и претходна два додатка за The Sims 2', Бизнис представља и нови комшилук - Шопинг дистрикт, такође познат и као Блуватер Вилиџ. Ствари су у овом комшилуку много скупље, али је могуће упознати нове Симове који живе у том комшилуку.